# John Leland
John Leland (Londres, 13 de setembro de 1506 — Londres, 18 de abril de 1552) foi um antiquário inglês.

## Biografia
Leland foi inicialmente educado em Cambridge, continuando seus estudos posteriormente em Oxford e Paris. Em 1530, lhe foi concedida pelo rei Henrique VIII a profissão de capelão e bibliotecário real. Muitas fontes afirmam que, em torno do ano 1533, John Leland teria sido nomeado Antiquário Real pelo próprio rei, recebendo autorização para procurar manuscritos de interesse histórico nas bibliotecas das catedrais e dos monastérios ao longo do território nacional. Todavia, não se tem conhecimento de fontes que confirmem a existência desta nomeação. Em sua obra Newe Yeares Gyfte to King Henry the VIII, também chamada de The Laboriouse Journey and Searche for Englandes Antiquitees, Leland elaborou um panfleto relatando a concessão para pesquisar bibliotecas na Inglaterra, e assinou como Joannes Leylandus Antiquarius.